# Кальченко Валерій Михайлович
Вале́рій Миха́йлович Ка́льченко (24 лютого 1947, м. Кіровоград — 22 лютого 2025, м. Кропивницький) — український політик. Народний депутат України. Міністр України з питань надзвичайних ситуацій та у справах захисту населення від наслідків Чорнобильської катастрофи з 31 серпня 1996 по 8 лютого 1999 року. Член партії ВО «Батьківщина», голова Кіровоградської обласної організації.

## Освіта
З 1963 по 1967 рік навчався в Кіровоградському будівельному технікумі, а з 1970 по 1976 рік в Одеському інженерно-будівельному інституті за спеціальністю «Промислове і цивільне будівництво», інженер-будівельник.

## Кар'єра
- Листопад 1967 — листопад 1969 — служба в армії.
- Січень 1970 — серпень 1974 — інженер-конструктор, провідний конструктор, головний інженер проекту відділу комплексного проектування Українського проектно-технологічного інституту «Укрсільгосптехпроект» в місті Кіровограді.
- Серпень 1974 — листопад 1979 — головний інженер Міжколгоспного управління капітального будівництва Кіровоградського обласного управління сільського господарства.
- Листопад 1979 — грудень 1985 — головний інженер, начальник БУ № 19 тресту «Промбуд» в місті Мікунь Комі АРСР.
- Січень 1986 — квітень 1990 — головний інженер об'єднання «Кіровоградоблагробуд».
- Квітень 1990 — квітень 1992 — заступник голови Кіровоградського облвиконкому.
- Квітень 1992 — липень 1994 — заступник голови Кіровоградської обласної державної адміністрації.
- Липень 1994 — серпень 1995 — заступник голови Кіровоградської обласної ради.
- Серпень 1995 — серпень 1996 — перший заступник голови Кіровоградської обласної державної адміністрації.
- 31 серпня 1996 — 8 лютого 1999 — міністр України з питань надзвичайних ситуацій та у справах захисту населення від наслідків Чорнобильської катастрофи, член Ради національної безпеки і оборони України (з серпня 1997 до листопада 1999).
- 8 лютого 1999 — 3 листопада 1999 — голова Кіровоградської обласної державної адміністрації.
- Лютий — серпень 2000 — заступник голови Торгово-економічної місії при Посольстві України в Російській Федерації.
- Червень — вересень 2005 — заступник міністра України з питань надзвичайних ситуацій та у справах захисту населення від наслідків Чорнобильської катастрофи.
- Квітень — травень 2006 — Кіровоградський міський голова.

Член Комісії з питань ядерної політики і екологічної безпеки при Президенті України (грудень 1997 — липень 2000). Довірена особа кандидата на пост Президента України Віктора Ющенка в ТВО № 101 (2004—2005).

## Сім'я
- Батько Михайло Юхимович (1905—1992).
- Мати Євдокія Степанівна (1906—1996).
- Дружина Любов Бенівна (1951) — учитель.
- Дочки Жанна (1970) і Світлана (1974).

## Парламентська діяльність
Червень 2000 — кандидат в народні депутати України за виборчім округом № 99 Кіровоградська область. З'явилося 67.9 %, «за» 24.8 %, 2 місце з 10 претендентів. На час виборів: заступник голови торгово-економічної місії при Посольстві України в Російській Федерації, безпартійний.
Народний депутат України 5-го скликання з 25 травня 2006 до 12 червня 2007 від «Блоку Юлії Тимошенко», № 28 в списку. На час виборів: заступник міністра з питань надзвичайних ситуацій та у справах захисту населення від наслідків Чорнобильської катастрофи, член партії ВО «Батьківщина». Член фракції «Блок Юлії Тимошенко» (з травня 2006). Голова Комітету з питань екологічної політики, природокористування та ліквідації наслідків Чорнобильської катастрофи (з липня 2006). 12 червня 2007 достроково припинив свої повноваження під час масового складення мандатів депутатами-опозиціонерами з метою проведення позачергових виборів до Верховної Ради України.
Народний депутат України 6-го скликання з 23 листопада 2007 до 12 грудня 2012 від «Блоку Юлії Тимошенко», № 28 в списку. На час виборів: пенсіонер, член партії ВО «Батьківщина». Член фракції «Блок Юлії Тимошенко» (з листопада 2007). Голова підкомітету з питань подолання наслідків Чорнобильської катастрофи Комітету з питань екологічної політики, природокористування та ліквідації наслідків Чорнобильської катастрофи (з грудня 2007).
Народний депутат України 7-го скликання з 12 грудня 2012 до 27 листопада 2014 від партії Всеукраїнське об'єднання «Батьківщина», № 51 в списку. На час виборів: народний депутат України, член партії ВО «Батьківщина». Член фракції ВО «Батьківщина» (з грудня 2012). Голова підкомітету з питань подолання наслідків Чорнобильської катастрофи, управління радіоактивно забрудненими територіями, соціального захисту постраждалих внаслідок Чорнобильської катастрофи Комітету з питань екологічної політики, природокористування та ліквідації наслідків Чорнобильської катастрофи (з січня 2013).

## Нагороди та державні ранги
Державний службовець 1-го рангу (з лютого 1999).
Медаль Міжнародної організації цивільної оборони (липень 1999). Ордени «За заслуги» III ступеня (серпень 1998), II ступеня (жовтень 1999), I ступеня (грудень 2011), але від останнього відмовився.